# Кледесхольмен
Кледесхольмен (швед. Klädesholmen) — небольшой городок в коммуне Чёрн лена Вестра-Гёталанд (в исторической провинции Бохуслен, Швеция). Расположен на двух островках — Кледесхольмен и Кухольмен — у юго-западной оконечности острова Чёрн.
Население — 385 жителей (2011).

## История
Уже в 1594 году епископ Йенс Нилльсон упоминал Кледесхольмен как старую рыбацкую деревушку. Как и большинству островных поселений в этом районе, его развитию дал толчок приход сельди к берегам Бохуслена в 1748-1808 годах. В этот период его население значительно выросло и прежде всего за счёт сезонных работников, занимавшихся солением рыбы и ватапливанием ворвани. В 1793 году в Кледесхольмене на частные пожертвования была возведена церковь, которая в наши дни является старейшей действующей церковью в коммуне. 
В 1808 году сельд ушла, и к 1830 году население Кледесхольмена составило всего три сотни жителей. 
Новый рост городок испытал в 1861 году, когда два его жителя узнали, что рыба есть возле Стореггена (Олесунн). В результате этого многие суда отправились в Норвегию. Когда в конце XIX века сельд вновь пришла к бохусленскому побережью, в Кледесхольмене начала возникать промышленность по её переработке.

## Достопримечательности
В 1995 году в Кледесхольмене открылся посвящённый истории городка музей "Sillebua", который разместился в бывшем помещении консервного заводика. В музее имеется фотоархив, в котором хранится около 3000 негативов.

## Галерея
- Кледесхольмская церковь
- Вид на Кледесхольмен
- Пристани (1862)